# Авцин, Александр Александрович
Александр Александрович Авцин (род. 19 марта 1991, Москва) — российский хоккеист, правый нападающий клуба «Липтовски-Микулаш».

## Карьера
Воспитанник московского «Динамо». 27 июня 2009 года был выбран под общим 109-м номером на драфте НХЛ 2009 года командой «Монреаль Канадиенс». 1 июля 2009 года был задрафтован клубом Канадской хоккейной лиги «Квебек Ремпартс», но 15 октября 2009 года права перешли к «Жюниор де Монреаль». 26 сентября 2009 года Авцин дебютировал в Континентальной хоккейной лиге в матче против нижегородского «Торпедо» (1:2), проведя на площадке пять минут и 24 секунды. Первую шайбу в КХЛ забросил 11 декабря 2009 в матче против нижнекамского «Нефтехимика» (4:0). В сезоне 2009/10, в 30 матчах за московское «Динамо» нападающий набрал девять (3+6) очков.
2 июля 2010 года Авцин пришёл к взаимному согласию с «Динамо» Москва покинуть команду. Александр планировал отправиться в тренировочный лагерь «Монреаль Канадиенс» и если не закрепится в команде, то будет играть в фарм-клубе «Канадиенс» — «Гамильтон Булдогс» в Американской хоккейной лиге. 15 июля 2010 года он подписал начальный трёхлетний контракт с «Монреаль Канадиенс». В сезоне 2012/13, в его третий год в составе «Бульдогс», всего после 15 игр Авцин согласился расторгнуть оставшуюся часть своего контракта и 3 мая 2013 года стал свободным агентом. С 2010 по 2013 год Авцин провёл 136 матчей в АХЛ, в которых набрал 39 (13+26) очков.
20 июня 2013 года новокузнецкий «Металлург» приобрёл права на Авцина. Однако, 11 июня 2013 года в результате обмена на денежную компенсацию, он стал игроком ярославского «Локомотива». Проведя шесть матчей за «Локомотив», 27 ноября 2013 года перешёл в «Адмирал», за который он провёл лишь один матч. 16 января 2014 года заключил контракт с «Липецком», выступающим в Высшей хоккейной лиге.
27 июля 2014 года перешёл в пензенский «Дизель», подписав контракт на один сезон. В сезоне 2014/15 провёл за клуб 62 матча, в которых набрал 25 (17+8) очков. 1 мая 2015 года вернулся в московское «Динамо». В КХЛ за клуб провёл 19 матчей, набрав два (1+1) очка, также выступал за фарм-клуб балашихинское «Динамо» в ВХЛ, проведя 28 матчей и набрав 19 (8+11) очков. 10 октября 2016 года в результате обмена на денежную компенсацию перешёл в «Северсталь». В сезоне 2016/17 провёл за клуб 38 матчей и набрал 3 (2+1) очка.
19 июня 2017 года заключил однолетний контракт с «Нефтехимиком». 1 июня 2018 года продлил контракт с клубом ещё на один год. Всего выступал за «Нефтехимик» с 2017 по 2019 год, проведя в КХЛ 79 матчей, набрав 22 (14+8) очка. Также привлекался в фарм-клуб ЦСК ВВС в ВХЛ, проведя 30 матчей и набрав 15 (8+7) очков. 25 октября 2019 года заключил просмотровый контракт с челябинским «Трактором», а 8 ноября 2019 года заключил полноценный двусторонний контракт до конца сезона 2019/20. 29 мая 2020 года продлил контракт с челябинским клубом ещё на один сезон. Всего за «Трактор» провёл 94 матча и набрал 29 (11+18) очков. Также провёл два матча и набрал три (3+0) очка за «Челмет» в ВХЛ.
19 июня 2021 года подписал однолетний контракт с московским «Спартаком». В сезоне 2021/22 провёл 36 матчей, набрав четыре (1+3) очка. 30 апреля 2022 года покинул клуб в связи с истечением контракта. 5 мая 2022 года заключил контракт с «Витязем». 29 ноября 2022 года был помещён в список отказов КХЛ, а 1 декабря 2022 года контракт с клубом был расторгнут по соглашению сторон. За «Витязь» в сезоне 2022/23 провёл 13 встреч, в которых отдал две результативные передачи. 13 декабря 2022 года перешёл в словацкий «Прешов», подписав контракт до конца сезона 2022/23. За словацкий клуб провёл 25 матчей, в которых набрал 22 (11+11) очка.
26 июля 2023 года заключил контракт на один год со словацким клубом «Липтовски-Микулаш».

## Статистика
| Легенда | Легенда                    | Легенда | Легенда                   | Легенда | Легенда    |
| ------- | -------------------------- | ------- | ------------------------- | ------- | ---------- |
| И       | Количество проведённых игр | Штр     | Штрафное время            | +/−     | Плюс-минус |
| Г       | Голы                       | П       | Голевые передачи          | О       | Очки       |
| -       | Статистика неизвестна      | —       | Статистика не учитывалась |         |            |

| 2008/09     | Динамо-2 (Москва)     | Первая лига | 76  | 56 | 54 | 110 | 130 | —  | — | — | — | — |
| 2009/10     | МХК Динамо            | МХЛ         | 12  | 4  | 5  | 9   | 20  | —  | — | — | — | — |
| 2009/10     | Динамо (Москва)       | КХЛ         | 30  | 3  | 6  | 9   | 10  | —  | — | — | — | — |
| 2010/11     | Гамильтон Булдогс     | АХЛ         | 58  | 5  | 15 | 20  | 22  | 4  | 0 | 2 | 2 | 2 |
| 2011/12     | Гамильтон Булдогс     | АХЛ         | 63  | 6  | 8  | 14  | 34  | —  | — | — | — | — |
| 2013/14     | Локомотив (Ярославль) | КХЛ         | 6   | 0  | 0  | 0   | 6   | —  | — | — | — | — |
| 2013/14     | Адмирал               | КХЛ         | 1   | 0  | 0  | 0   | 0   | —  | — | — | — | — |
| 2013/14     | Липецк                | ВХЛ         | 9   | 3  | 1  | 4   | 6   | —  | — | — | — | — |
| 2014/15     | Дизель                | ВХЛ         | 49  | 11 | 7  | 18  | 38  | —  | — | — | — | — |
| 2015/16     | Динамо (Москва)       | КХЛ         | 18  | 1  | 1  | 2   | 4   | 1  | 0 | 0 | 0 | 0 |
| 2015/16     | Динамо (Балашиха)     | ВХЛ         | 8   | 2  | 2  | 4   | 2   | 10 | 3 | 4 | 7 | 8 |
| 2016/17     | Динамо (Балашиха)     | ВХЛ         | 10  | 3  | 5  | 8   | 10  | —  | — | — | — | — |
| 2016/17     | Северсталь            | КХЛ         | 38  | 2  | 1  | 3   | 10  | —  | — | — | — | — |
| 2017/18     | Нефтехимик            | КХЛ         | 44  | 12 | 3  | 15  | 8   | 5  | 0 | 1 | 1 | 0 |
| 2018/19     | Нефтехимик            | КХЛ         | 20  | 1  | 2  | 3   | 8   | —  | — | — | — | — |
| 2018/19     | ЦСК ВВС               | ВХЛ         | 27  | 8  | 7  | 15  | 14  | —  | — | — | — | — |
| 2019/20     | Нефтехимик            | КХЛ         | 10  | 1  | 2  | 3   | 8   | —  | — | — | — | — |
| 2019/20     | ЦСК ВВС               | ВХЛ         | 3   | 0  | 0  | 0   | 17  | —  | — | — | — | — |
| 2019/20     | Трактор               | КХЛ         | 31  | 5  | 9  | 14  | 59  | —  | — | — | — | — |
| 2019/20     | Челмет                | ВХЛ         | 2   | 3  | 0  | 3   | 0   | —  | — | — | — | — |
| 2020/21     | Трактор               | КХЛ         | 59  | 5  | 9  | 14  | 24  | 4  | 1 | 0 | 1 | 0 |
| 2021/22     | Спартак (Москва)      | КХЛ         | 36  | 1  | 3  | 4   | 6   | —  | — | — | — | — |
| 2022/23     | Витязь                | КХЛ         | 13  | 0  | 2  | 2   | 6   | —  | — | — | — | — |
| 2022/23     | Прешов                | Экстралига  | 25  | 1  | 1  | 22  | 10  | —  | — | — | — | — |
| Всего в КХЛ | Всего в КХЛ           | Всего в КХЛ | 306 | 31 | 38 | 69  | 149 | 10 | 1 | 1 | 2 | 0 |
| Всего в АХЛ | Всего в АХЛ           | Всего в АХЛ | 136 | 13 | 26 | 39  | 60  | 4  | 0 | 2 | 2 | 2 |